# پشت تنگ سفلی رحیم‌خان
پشت تنگ سفلی رحیم‌خان، روستایی از توابع بخش طرهان شهرستان کوهدشت در استان لرستان ایران است.

## جمعیت
این روستا در دهستان طرهان شرقی قرار دارد و براساس سرشماری مرکز آمار ایران در سال ۱۳۸۵، جمعیت آن ۱۲۶ نفر (۲۴خانوار) بوده‌است.